# کینازولین
کوینازولین (به انگلیسی: Quinazoline) با فرمول شیمیایی C8H6N2 یک ترکیب شیمیایی با شناسه پاب‌کم 9210 است. که جرم مولی آن ۱۳۰٫۱۵ گرم بر مول می‌باشد. 